# Hongqi CA770
Hongqi CA770 — автомобиль, выпускавшийся китайским Первым автомобильным заводом с 1966 по 1999 год, произведено около 1600 экземпляра. Вторая модель серии Hongqi, преемник Hongqi CA72 (1958—1967), заменённый Hongqi L5 (2014 — н. в.).

## История
Модель пришла на смену Hongqi CA72, конструкция осталась без изменений, только был изменён кузов — стал более низким и растянутым. Модель была показана на выставке в Кёльне в 1975 году. Серийно до 1981 года было произведено: 847 CA770, 129 CA771, 15 бронированных CA772, 291 CA773 (укороченная версия, седан).
В дальнейшем выпускался мелкосерийно, небольшими партиями или в единичных экземплярах, в том числе лимузины, кабриолеты: так, в 1985—1988 году выпущено 25 единиц CA770G (модификация с двигателем Ford V8 5.7), в 1992—1995 годах — 20 единиц CA7560, было произведено три автомобиля скорой помощи CA770H.
Последние два экземпляра был выпущены в 1999 году. Общее число произведённых машин — около 1600. В 2004 году под индексом CA7400 была построена реплика модели на базе Lincoln Town Car. В 2009 году на смену модели был разработан Hongqi L5 — первый автомобиль в Китае с двигателем V12.